# Wain (gmina)
Wain – miejscowość i gmina w Niemczech, w kraju związkowym Badenia-Wirtembergia, w rejencji Tybinga, w regionie Donau-Iller, w powiecie Biberach, wchodzi w skład wspólnoty administracyjnej Riedlingen. Leży w Górnej Szwabii, ok. 20 km na północny wschód od Biberach an der Riß.

## Współpraca
Miejscowość partnerska:
- Arriach, Austria